# آيت عبد الله (آيت عبد الله)
آيت عبد الله هي إحدى مشيخات المملكة المغربية، تتبع جغرافيا لإقليم تارودانت وإداريًا لآيت عبد الله. يقدر عدد سكانها بـ 16288 نسمة حسب الإحصاء الرسمي للسكان والسكنى لسنة 2004.